# Jednoho dne
Jednoho dne (anglicky Someday) je sci-fi povídka spisovatele Isaaca Asimova, která vyšla poprvé v srpnu 1956 v časopise Infinity Science Fiction. Byla následně zařazena do sbírek Earth Is Room Enough (1957), The Complete Robot (1982), Robot Visions (1990) a The Complete Stories, Volume 1 (1990). Česky vyšla ve sbírkách Vize robotů (1994) a Robohistorie I. (2004).

## Postavy
- Niccolo Mazetti
- Paul Loeb
- Bard - počítač

## Děj
Děj se odehrává v budoucnosti, kde počítače hrají zásadní roli ve společnosti. Lidé pracují jako jejich obsluha, ale většinu myšlení přenechávají strojům. Na školách se učí programování, zato čtení a psaní se stalo přežitkem.
Hoch jménem Niccolo Mazetti vlastní starší model počítače Barda, jehož funkcí je náhodně generovat a vyprávět pohádky. Když se k Niccolovi zastaví jeho starší kamarád Paul (kterého Niccolo obdivuje, protože vyniká v programování), dívá se na starý typ počítače s despektem. Navrhne Niccolovi provést upgrade, nahrát do něj knihu o informatice a programování. Kluci se baví o panu Dohertym (starší učitel), který Paulovi ukázal několik věcí, které vzhledem k progresu počítačů upadly v zapomnění - logaritmické pravítko, písmo, aj. Paula napadne, že by se písmo dalo využít k předávání kódovaných zpráv. Když společně odchází k Paulovi domů podívat se na nějaké knihy, Niccolo vrazí do Barda a nechtěně jej zapne. Kluci už jsou dávno pryč, ale Bard stále vypráví příběh o sobě samotném, dokud se v něm něco nezasekne...
Věděl, že počítače budou pořád moudřejší a mocnější, až jednoho dne... jednoho dne... jednoho dne...